# Heinrich Wilhelm von Solms-Laubach
Graf Heinrich Wilhelm von Solms-Laubach zu Sonnewalde und Pouch (* 21. März 1583 in Laubach; † 21. März 1632 in Schweinfurt) war ein General im Dreißigjährigen Krieg.

## Leben

### Herkunft und Familie
Wilhelm Heinrich war Angehöriger der Grafen zu Solms-Laubach. Seine Eltern waren Johann Georg I. zu Solms (1546–1600) und Margarete, geborene von Schönburg-Glauchau (1554–1606). Er vermählte sich 1612 in erster Ehe mit Sophie Dorothea von Mansfeld (1593–1617) und 1620 in zweiter Ehe mit Maria Magdalena zu Oettingen-Oettingen (1600–1636). Aus beiden Ehen sind ihm insgesamt elf Kinder geboren. Damit begründete er die Linie Solms-Sonnenwalde.

### Werdegang
Solms kämpfte seit 1603 als Rittmeister unter Georg Friedrich von Hohenlohe-Neuenstein-Weikersheim im Türkenkrieg. Vom Jahr 1608 an stand er als Offizier bei Joachim Ernst von Brandenburg-Ansbach im Sold. Als Reiterobrist nahm er am Jülich-Klevischen Erbfolgestreit teil. Er war 1615 ansbachischer Hofmarschall und 1618 Oberamtmann und Geheimer Rat ebd. Als Anhänger des Winterkönigs war er 1619 böhmischer Feldmarschall und Landvogt der Niederlausitz. Nachdem ihm der Kaiser 1624 „pardonniert“ hat, kehrte er nach Sonnewalde zurück. Im selben Jahr war er als Graf Heinrich Wilhelm von Solms-Laubach zu Sonnewalde und Pouch mit dem Namen „Der Würzende“ in die Fruchtbringende Gesellschaft aufgenommen worden. 1631 stand er als Kavalleriegeneral in schwedischen Diensten. An den am 9. März 1632 vor Bamberg im Kampf gegen die kaiserlichen unter dem Befehl von Tilly erhaltenen Wunden erlag er nach wenigen Tagen.